# Louis von Marées

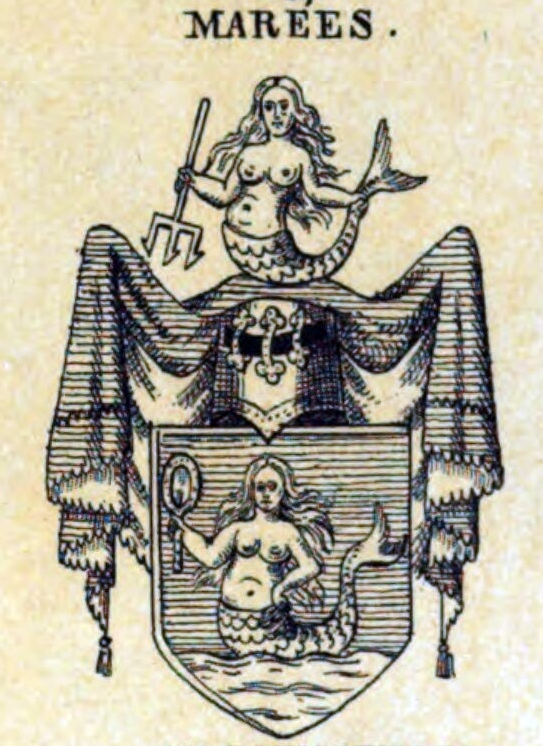
Wappen derer von Marées

Louis von Marées (* 23. April 1787 in Dessau; † 16. September 1864 in Frankfurt (Oder)) war ein preußischer Generalmajor.

## Leben

### Herkunft
Louis war ein Sohn des herzoglich anhalt-dessauischen Kabinettsrats Otto Ludwig von Marees (* 30. Oktober 1748; † 6. April 1833) und dessen Ehefrau Johanna Dorothea Wilhelmine, geborene Werner. Sein Bruder Heinrich († 30. August 1813) erwarb bei Graudenz den Orden Pour le Mérite und fiel später im Gefecht bei Nollendorf.

### Militärkarriere
Am 16. April 1804 trat Marées als Gefreitenkorporal ins Infanterieregiment „von Winning“ der Preußischen Armee ein. Im Vierten Koalitionskrieg wurde er in der Schlacht bei Jena verwundet. Er kam nach Erfurt und wurde nach der Kapitulation der Festung als Kriegsgefangener nach Nancy verbracht. Erst 1809 kehrte er aus der Gefangenschaft heim.
Daraufhin wurde Marées am 28. Juli 1809 als Portepeefähnrich im Regiment der Garde angestellt und avancierte Mitte August 1809 zum Sekondeleutnant. Am 12. September 1812 folgte seine Versetzung ins Ostpreußische Jägerbataillon. Mit dem Verband nahm er 1812 am Feldzug gegen Russland teil. Während der Befreiungskriege wurde Marées in der Schlacht bei Großgörschen verwundet und mit dem Eisernen Kreuz II. Klasse ausgezeichnet. Anfang 1814 konnte er dann wieder an der Schlacht bei Paris teilnehmen. 
Bis Ende Juli 1815 stieg Marées zum Kapitän und Kompaniechef im Kaiser Alexander Grenadier-Regiment auf. Am 29. August 1825 wurde er mit Patent vom 22. August 1825 zum Major befördert und als solcher am 30. September 1835 anlässlich der Revue von Kalisch mit dem russischen Sankt-Stanislaus-Orden III. Klasse mit Brillanten ausgezeichnet. Marées erhielt am 7. Juni 1838 den Orden der Heiligen Anna II. Klasse. Unter gleichzeitiger Beförderung zum Oberstleutnant beauftragte man ihn am 30. März 1839 mit der Führung des 8. Infanterie-Regiments (genannt Leib-Infanterie-Regiment). Am 28. Januar 1840 folgte seine Ernennung zum Regimentskommandeur sowie am 11. September 1840 die Beförderung zum Oberst. In dieser Stellung wurde ihm am 17. September 1843 der Rote Adlerorden III. Klasse mit Schleife verliehen. Obwohl für höhere Verwendungen vorgesehen, musste Marées krankheitsbedingt am 25. Juni 1845 seinen Abschied als Generalmajor mit Pension nehmen.
Er starb unverheiratet am 16. September 1864 in Frankfurt (Oder).